# Anna Hope
Anna Hope (née le 2 décembre 1974 à Manchester, Royaume-Uni) est une écrivaine et actrice britannique. Elle est surtout connue pour son rôle de « novice Hame » dans Doctor Who.

## Petite enfance et éducation
Anna Hope a grandi dans le village d'Edgworth, dans le Lancashire, où elle a fréquenté l'école primaire et le lycée « Turton High School », avant de déménager à Manchester, à l'âge de 16 ans. Elle étudie à la Grammar School de William Hulme.
Elle fait ses études au Wadham College, à Oxford, à la Royal Academy of Dramatic Art, à Londres, et au Birkbeck College, à Londres. Elle étudie l'anglais au Wadham College et obtient en 2001 une maîtrise en création littéraire du Birkbeck College.

## Carrière

### Actrice
Anna Hope commence à jouer dans de petites pièces qu'elle joue ensuite  avec ses sœurs, avant de rejoindre le Octagon Youth Theatre à Bolton, à l'âge de 10 ans. 
Anna Hope auditionne aux côtés de 20 actrices différentes pour le rôle de la « novice Hame » dans la série télévisée Doctor Who. Elle est récompensée pour le rôle dans lequel elle reconnut avoir été nerveuse, car il pouvait exiger une gestuelle complexe de chat. Elle apparaît dans ce rôle dans les épisodes télévisés Une nouvelle Terre et L'Embouteillage sans fin, puis plus tard en tant que « Sénateur Hame » dans la série audio de Big Finish Productions, Tales from New Earth. Toujours dans Doctor Who, elle est également apparue en tant qu'inspecteur-détective « Patricia Menzies » dans les épisodes du Sixième Docteur, The Condemned, The Raincloud Man et The Crimes of Thomas Brewster.
Anna Hope est également apparue dans Crime + Punishment, The Long Firm, Love Me Still, Meurtres en sommeil (Waking the Dead) et Coronation Street. 
Elle est représentée par « Feast Management », basée à Londres, au Royaume-Uni, et « Felicity Bryan Associates ».

### Romancière
Son premier roman, Le Chagrin des vivants, a été publié en janvier 2014 par Doubleday au Royaume-Uni et Random House aux États-Unis.  Anna Hope a figuré sur la liste des candidats retenus pour le prix du meilleur écrivain de l'année 2014 aux « National Book Awards  ». L'auteure décrit la vie d'Ada, Evelyn et Hettie pendant les cinq jours qui précédent l'arrivée à Londres du cercueil du soldat inconnu, le 11 novembre 1920. Une construction subtile met au premier plan plusieurs femmes pendant cette période. Elle déclare : « Dans le chagrin des vivants,  je voulais montrer les sentiments qui animent les femmes ». Le roman a été sélectionné au prix Folio des lycéens parmi six autres. Ada a perdu son fils unique Michael mais ne peut l'accepter. Evelyn est employée du Ministère de la Défense pour recueillir les réclamations (et demandes de réévaluation) concernant les indemnités des guerriers démobilisés. Hettie, ou Henriette Burns, travaille comme danseuse professionnelle dans un Palais de Danse (L'Enclos) et redonne la moitié de son salaire à sa mère pour s'occuper de son frère traumatisé de guerre et chômeur.
Son deuxième roman, La Salle de bal (The Ballroom), publié en 2016, se situe dans un hôpital psychiatrique en Angleterre, au début du XXe siècle, dans lequel le Dr Fuller organise pour ses patients un bal hebdomadaire, croyant dans les bienfaits de la musique pour la guérison des malades. John Mulligan, dépressif à la suite de la mort de sa fille, et Ella Fay, enfermée pour insubordination, y tombent amoureux. L'histoire a été inspirée à Anna Hope par celle de son arrière-arrière grand-père, enfermé lui-même dans un asile du Yorkshire. Ce roman a obtenu le Grand prix des lectrices de Elle en 2018. Il a également obtenu, en 2018,  le Prix littéraire de l'Université Inter-Ages du Dauphiné (UIAD)

## Publications
- Le Chagrin des vivants, Gallimard, 2016 (Wake, 2014), trad. Élodie Leplat  (ISBN 978-2070147250), 390 pages
- La Salle de bal, Gallimard, 2017 (The Ballroom, 2016), trad. Élodie Leplat  (ISBN 978-2072688720), 400 pages
- Nos espérances, Gallimard, 2020 (Expectation, 2019), trad. Élodie Leplat  (ISBN 978-2072851391), 368 pages
- Le Rocher blanc, Le Bruit du monde, 2022 (The White Rock, 2022), trad. Élodie Leplat  (ISBN 9791036622335), 320 pages